# Richard Depoorter
Richard Depoorter (Ichtegem, 29 aprile 1915 – Wassen, 16 giugno 1948) è stato un ciclista su strada belga, professionista dal 1938 al 1948.

## Carriera
Corridore adatto alle corse di un giorno, riuscì in carriera ad imporsi in 2 Liegi-Bastogne-Liegi.
Morì a 33 anni in seguito ad un incidente in galleria durante il Tour de Suisse 1948. Inizialmente la causa della morte fu attribuita ad un incidente autonomo con conseguente frattura del cranio; in seguito si scoprì invece che Depoorter era stato investito e schiacciato da un'auto del seguito.

## Palmarès

### Strada
- 1943 (due vittorie)

Liegi-Bastogne-Liegi
Omnium de la route
- 1946 (quattro vittorie)

Circuit de Flandre centrale
1ª tappa-A Omnium de la route
1ª tappa-B Omnium de la route
Classifica generale Omnium de la route
- 1947 (tre vittorie)

Liegi-Bastogne-Liegi
GP Franco-Belge
2ª tappa Omnium de la route

## Piazzamenti

### Classiche monumento
- Giro delle Fiandre

1943: 32º
1944: 19º
- Parigi-Roubaix

1948: 25º
- Liegi-Bastogne-Liegi

1943: vincitore
1947: vincitore
1948: 10º